# High Seas
High Seas is een solo-muziekalbum van Dave Cousins; de frontman van de Britse band Strawbs. Conrad zorgt er op dit album voor dat de muziek van Cousins wat scherper en helderder klinkt. Het album is opgenomen in Stuttgart.

## Musici
- Dave Cousins – zang, gitaar, banjo, dulcimer
- Conny Conrad – gitaar, basgitaar, toetsen (en waarschijnlijk ook slagwerk)
- Rick Wakeman – toetsen op deep in the darkest night

## Composities
1. The call to action (Cousins)
2. Deep inside (Cousins/Conrad)
3. The rose (Cousins)
4. On the horizon (Conrad)
5. Deep in the darkest night (Cousins)
6. The moon and stars (Cousins/Conrad)
7. My oh my my (Conrad/Cousins)
8. It’s just my way of (loving you) (Cousins)
9. Not another day (Conrad)
10. Haiku (Cousins)
11. The Feng Shui Symphony (Conrad)